# Peter Woodring
Peter Woodring (* 2. Mai 1968 in Kentfield, Kalifornien) ist ein ehemaliger US-amerikanischer Fußballspieler.
Woodring startete seine Karriere bei der kalifornischen Universitätsmannschaft von UC Berkeley, den California Golden Bears. Zwischen 1986 und 1990 spielte der offensive Mittelfeldspieler dort und wurde dreimal zum wertvollsten Spieler der Saison gewählt (1987, 1988 und 1990). 1991 wechselte Woodring zum deutschen Oberligisten SV Wiesbaden. Nach einer Saison wagte er den Schritt in die Bundesliga zum Hamburger SV. In den beiden folgenden Jahren gelang es Woodring nicht, sich bei den Norddeutschen unter Trainer Benno Möhlmann für die Bundesligamannschaft zu empfehlen. Lediglich sechs Einsätze in den beiden Spielzeiten 1992/93 und 1993/94 brachte er zustande, die meiste Zeit spielte er im Oberligateam des HSV. 
Zur Saison 1994/95 wechselte er zum dänischen Verein Aalborg BK. Er kam zu 26 Einsätzen, erzielte dabei fünf Tore und wurde mit dem Verein dänischer Meister. Dennoch verließ er den Verein nach einer Saison wieder, um sich dem deutschen Oberligisten SV Wehen anzuschließen. 1996 kehrte er in die USA zurück und spielte dort noch unter anderem bei New England Revolution und Columbus Crew. 
Für das US-amerikanische Nationalteam spielte Woodring 1993 dreimal. Sein Debüt gab er im Februar gegen Russland. Beim U.S. Cup 1993 wurde er gegen Brasilien (0:2) in der 69. Minute eingewechselt. Seinen dritten und letzten Einsatz hatte er bei der Copa América 1993 im Vorrundenspiel gegen Uruguay (Endstand 0:1). 
| Personendaten    | Personendaten                    |
| ---------------- | -------------------------------- |
| NAME             | Woodring, Peter                  |
| KURZBESCHREIBUNG | US-amerikanischer Fußballspieler |
| GEBURTSDATUM     | 2. Mai 1968                      |
| GEBURTSORT       | Kentfield, Kalifornien           |